# 브렛 디비아시

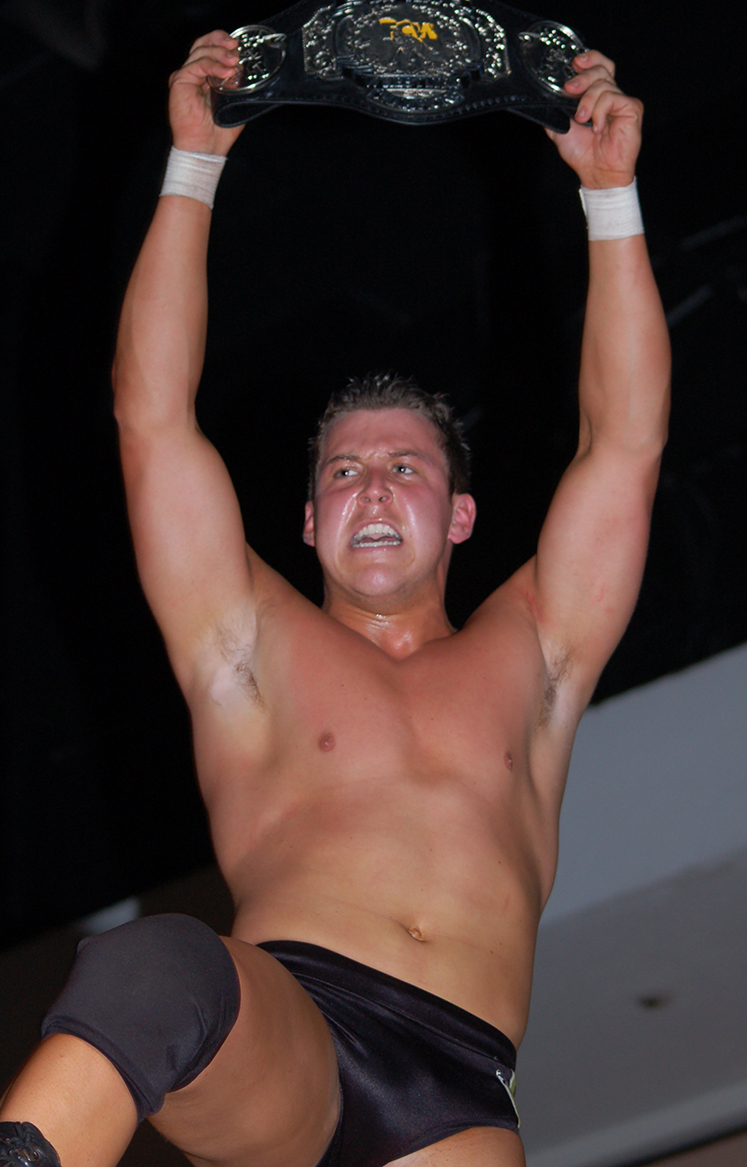
2010년 1월 FCW 플로리다 태그팀 챔피언 브렛 디비아시

브렛 디비아시(Brett DiBiase, 1988년 3월 16일~)는 미국의 프로레슬링선수다. 플로리다주에서 태어났다. 할아버지인 "아이언"
마이크 디비아시와 아버지인 "밀리언 달러맨" 테드 디비아시 시니어, 형들인 마이크 디비아시 2세, 테드 디비아시 주니어도 모두 프로 레슬러이다. 2011년 8월 프로레슬링에서 은퇴하였다.

## 신체 사항
키 182cm
몸무게 99kg

## 수상
- FCW 플로리다 태그팀 챔피언 1회 - 죠 헤닉